# ستويانتش ستويلوف
ستويانتش ستويلوف مواليد 30 أبريل 1987 في سكوبيه، جمهورية مقدونيا، هو لاعب كرة يد مقدوني. يلعب حاليا مع نادي فاردار لكرة اليد ويحمل الرقم 5. مثل منتخب مقدونيا لكرة اليد.

## سجل المنافسة
شارك في البطولات التالية:
- بطولة العالم لكرة اليد للرجال 2015
- بطولة أوروبا لكرة اليد للرجال 2012
- بطولة أوروبا لكرة اليد للرجال 2014
- بطولة أوروبا لكرة اليد للرجال 2016

## روابط خارجية
- ستويانتش ستويلوف على موقع الاتحاد الأوروبي لكرة اليد (الإنجليزية)